# カントーイラ
カントーイラ（伊: Cantoira）は、イタリア共和国ピエモンテ州トリノ県にある、人口約600人の基礎自治体（コムーネ）。

## 地理

### 位置・広がり

#### 隣接コムーネ
隣接するコムーネは以下の通り。
- チェーレス
- キアランベルト
- ロカーナ
- モナステーロ・ディ・ランツォ

## 行政

### 分離集落
カントーイラには、以下の分離集落（フラツィオーネ）がある。
- Balme, Bergognesco, Boschietto, Bruschi, Case Bergiotto, Case Colombo, Case Ghitta, Case Goffo, Case Michiardi, Foieri, Lities, La Rocci, Losa, Piagni, Ru, Trambié, Villa, Vru